# Helius neocaledonicus
Helius neocaledonicus là một loài ruồi trong họ Limoniidae. Chúng phân bố ở miền Australasia.